# Episodi di This Life (prima stagione)
La prima stagione della serie televisiva This Life è stata trasmessa in Canada dal 5 ottobre al 14 dicembre 2015 dall'emittente canadese CBC Television.
In Italia la serie è ancora inedita.
| nº | Titolo originale              | Titolo italiano | Prima TV USA     | Prima TV Italia |
| -- | ----------------------------- | --------------- | ---------------- | --------------- |
| 1  | Gut Punch                     |                 | 5 ottobre 2015   |                 |
| 2  | Everything Must Go            |                 | 12 ottobre 2015  |                 |
| 3  | The Part That Decides My Fate |                 | 26 ottobre 2015  |                 |
| 4  | Love Your Tumour              |                 | 2 novembre 2015  |                 |
| 5  | The Unbelieving               |                 | 9 novembre 2015  |                 |
| 6  | Holy Water                    |                 | 16 novembre 2015 |                 |
| 7  | Seeing Red                    |                 | 23 novembre 2015 |                 |
| 8  | My Body Lies Over the Ocean   |                 | 30 novembre 2015 |                 |
| 9  | Dark Retreat                  |                 | 7 dicembre 2015  |                 |
| 10 | Should Have Known Better      |                 | 14 dicembre 2015 |                 |